# Conțești (okręg Teleorman)
Conțești – wieś w Rumunii, w okręgu Teleorman, w gminie Conțești. W 2011 roku liczyła 3479 mieszkańców.